# Mazda Demio
Der Mazda Demio ist ein Minivan des japanischen Herstellers Mazda. 
Sein Verkauf startet im Oktober 1996 in Japan, während der Import nach Deutschland und Europa im August 1998 begann. 
Er ist der Vorgänger des Mazda2 und war zwischen dem Mazda 121 und dem Mazda 323 angesiedelt. Bis Ende 1999 wurden annähernd 380.000 Einheiten produziert. 
Im Frühjahr 2003 wurde der Demio durch den Mazda2 abgelöst. Allerdings wird in einigen Ländern der Mazda2 noch heute als Mazda Demio verkauft. Auf dem japanischen Heimatmarkt war der Demio in der ersten Generation zudem auch unter dem Ford-Markenzeichen als Ford Festiva Mini Wagon angeboten worden.

## Modelle

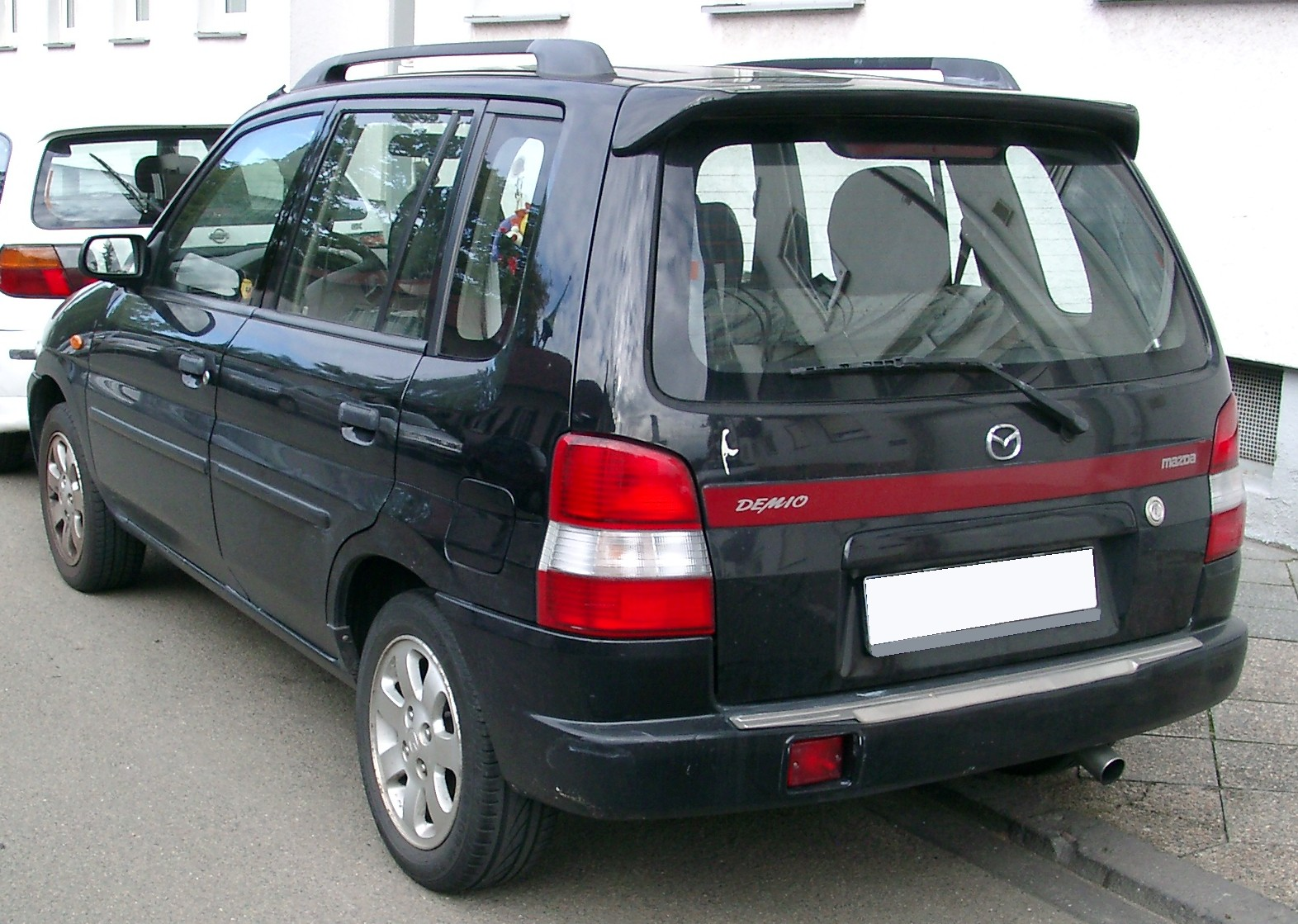
Heckansicht

Im Laufe seiner Bauzeit wurde der Mazda Demio einem leichten Facelift unterzogen: 
Im Frühjahr 2000 kam die erneuerte Version auf den Markt; mit geänderten Scheinwerfern und Schürzen, einem überarbeiteten Innenraum mit neuen Farben, sowie Außenlackierungen. Auch wurde der für Mazda-Modelle typische, sogenannte 5-Punkt-Kühlergrill eingeführt. 
Weitere Merkmale waren eine andere Motorhaube, neue Stoßdämpfer, verstärkte Geräuschdämmung, eine neue, in den 1,5-Liter-Modellen erhältliche, elektronisch gesteuerte Automatik und eine ebenfalls elektronische Servolenkung.

## Besonderheiten
Der Innenraum des Wagens ist besonders variabel. So kann die Rückbank um 12 Zentimeter verschoben werden (Kofferraum je nach Stellung 330–365 Liter) und durch Umlegen der Vordersitze entsteht eine 2,03 Meter lange Liegefläche. Das maximale Kofferraumvolumen beträgt 1298 Liter und die maximale Zuladung 440 kg.

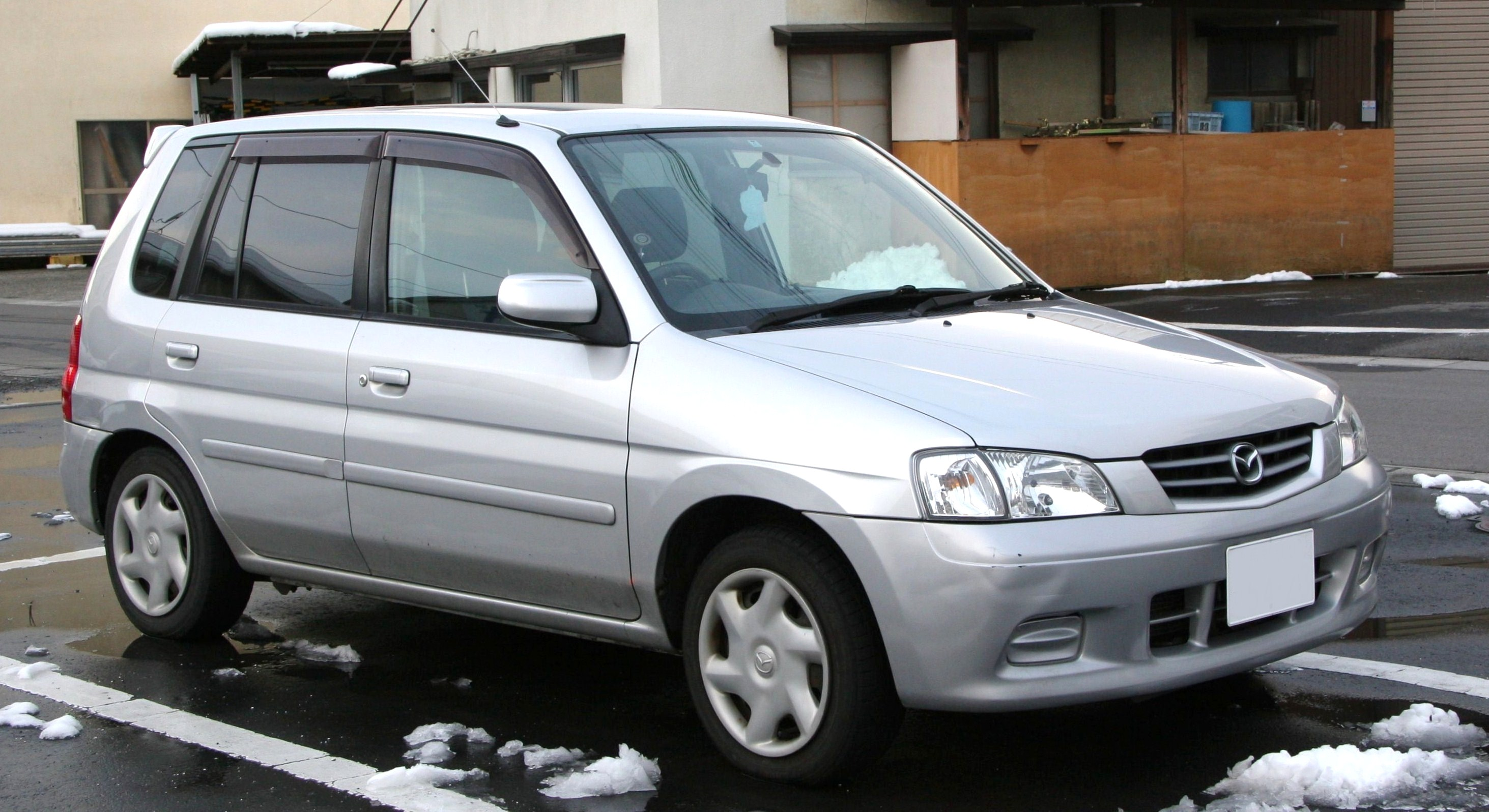
Mazda Demio (2000–2003)
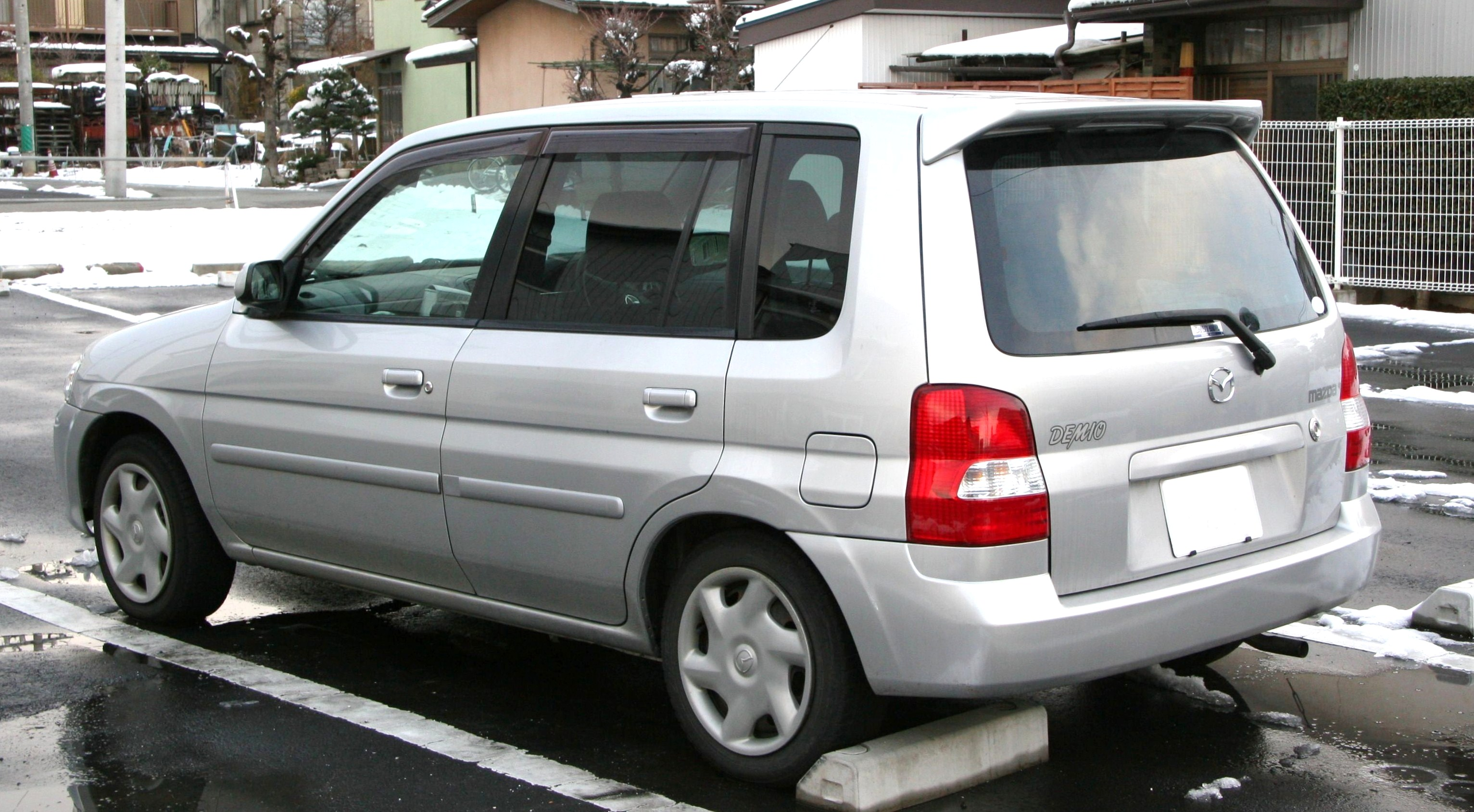
Heckansicht
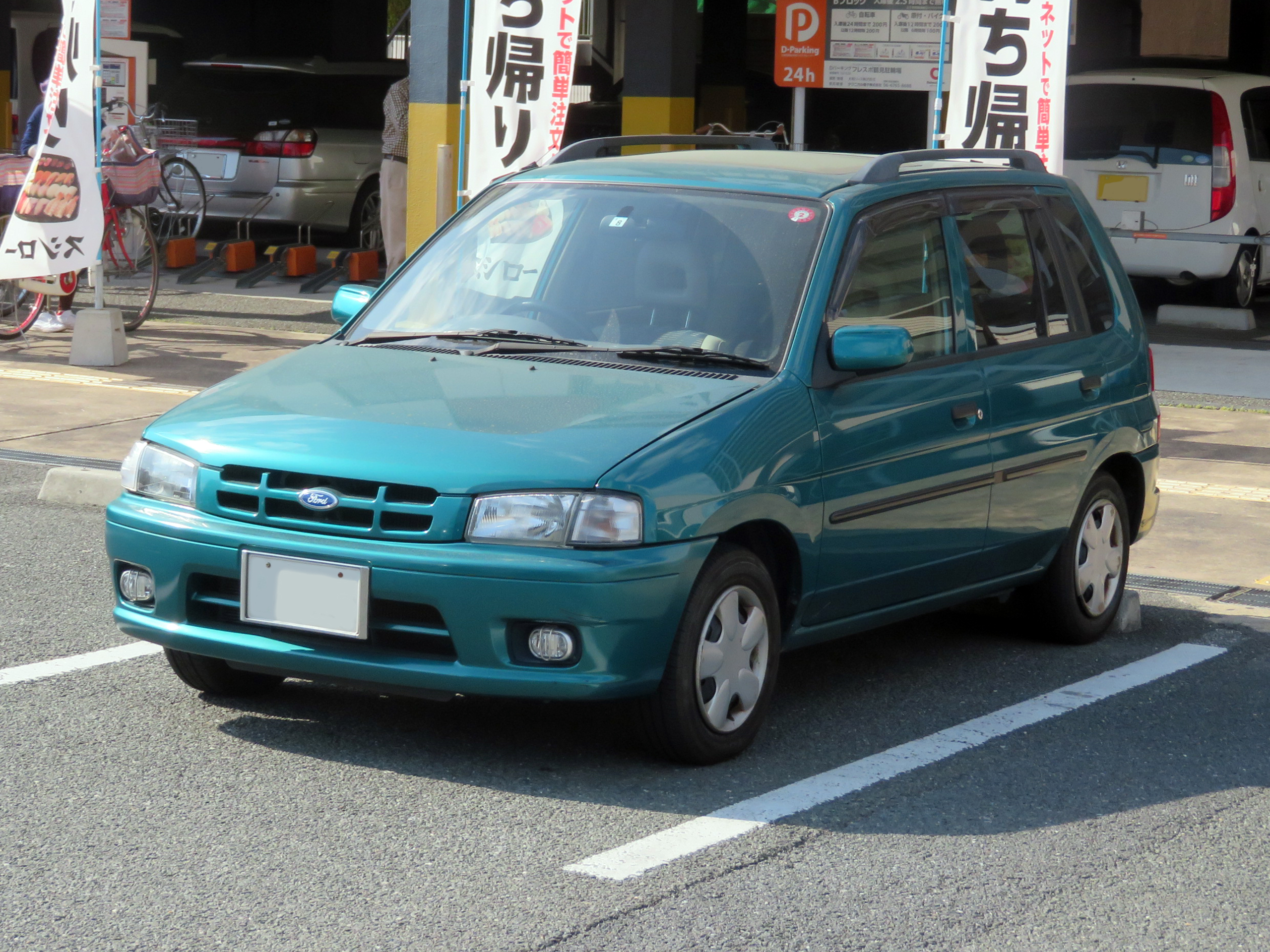
Ford Festiva MiniWagon
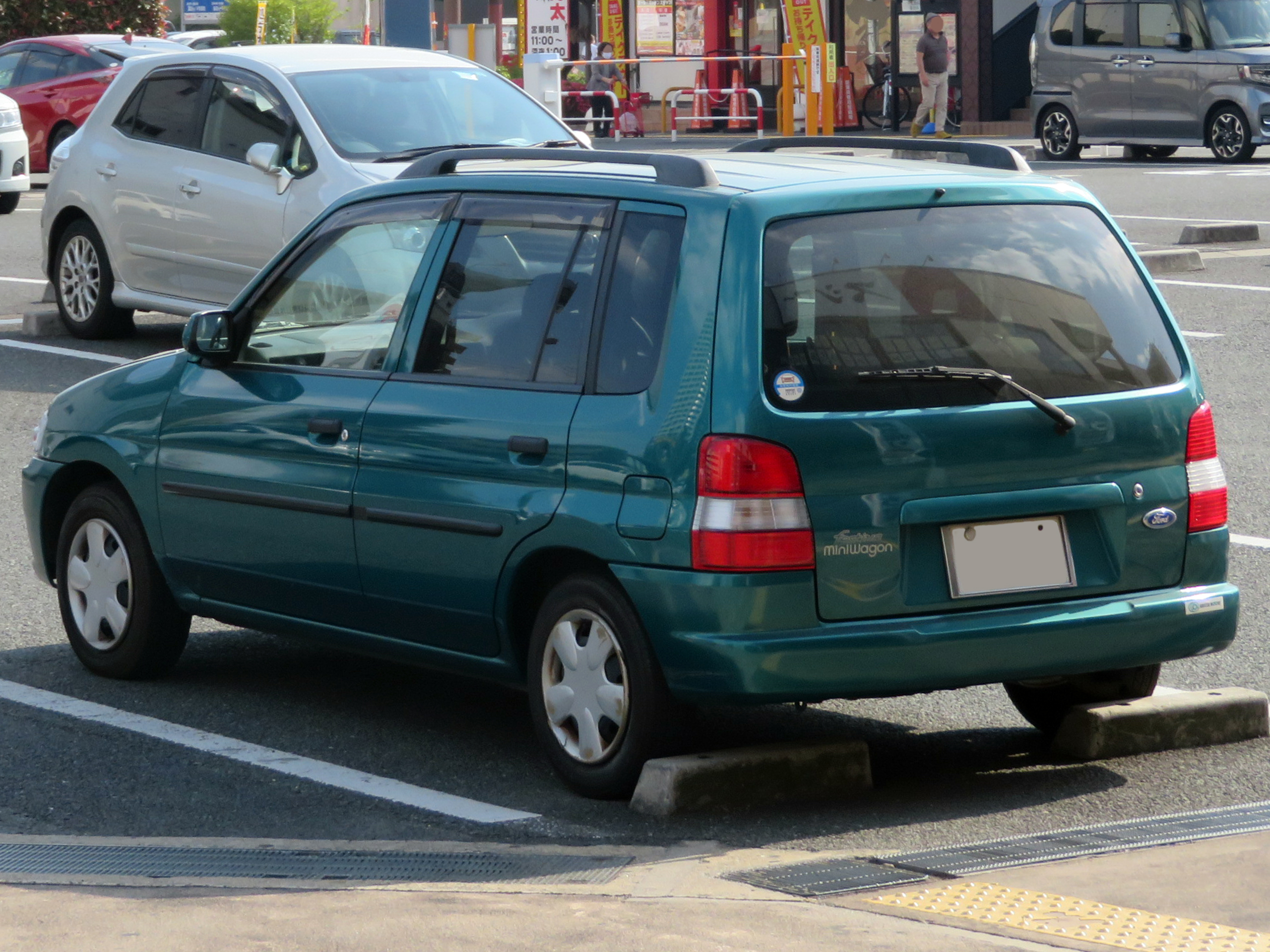
Ford Festiva MiniWagon (Heckansicht)

## Motoren
- 1,3 Liter Vierzylinder-Ottomotor mit 1324 cm³ Hubraum in Reihenbauart mit 46 kW (63 PS), 5-Gang-Schaltgetriebe
- 1,3 Liter Vierzylinder-Ottomotor mit 1324 cm³ Hubraum in Reihenbauart mit 53 kW (72 PS), 5-Gang-Schaltgetriebe

Mit dem Facelift im April 2000 wurde auch der größere 1,3-Liter-Motor durch folgende, hubraumstärkere Version ersetzt. Erstmals konnte nur mit dieser Motorisierung auch eine Automatik geordert werden:
- 1,5 Liter Vierzylinder-Ottomotor mit 1498 cm³ Hubraum in Reihenbauart mit 55 kW (75 PS), 5-Gang-Schaltgetriebe oder 4-Stufen-Automatikgetriebe